# تانتاش
تانتاش (به اسپانیایی: Tantash) یک کوه در پرو است که در Peru, Ancash Region واقع شده‌است. تانتاش ۵٬۵۰۴ متر بالاتر از سطح دریا واقع شده‌است.